# Франц Нонов
Франц Нонов е български католически духовник, капуцин.

## Биография
Тобия Тобиев Нонов е роден на 26 февруари 1916 г. в село Балтаджии (днес кв. Секирово на град Раковски). След завършване на начално образование в родното си село, заминава да учи при отците капуцини в Италия. Завършва гимназиално образование в нисшата францисканска семинария в Южен Тирол, а след това и богословско образование. По същото време там учат Флавиан Манкин и Фортунат Бакалски. Приема името Франц. Преди завръщането си в България през 1942 г. е ръкоположен за свещеник. Първоначално служи в манастира на капуцините „Дева Мария - Царица на ангелите“ в Пловдив и също отговаря за разпространение на в-к „Истина“ в Пловдивско.
През 1950 г. е преместен в София, където е капелан в параклиса „Благовещение Господне“ и обслужва сестрите от института „Про Ориенте“. През 1952 г. по време на скалъпените католически процеси отец Франц е осъден на 10 години затвор. Той излежава присъдата в концентрационния лагер „Белене“ и в Пазарджишкия затвор.
След освобождаването му от затвора през 1959 г. е назначен в енорията „Свети Петър и Павел“ в село Миромир, където работи като помощник до 1969 г. От 1970 г. е отново в София като органист в енория „Свети Йосиф”, а от 1981 г. като енорийски свещеник. През 80-те години дейността на отец Нонов е наблюдавана отблизо от Държавна сигурност със заведеното дело за оперативно наблюдение под името „Хрисимия“.
От повече от 35 капуцини в България неколцина доживяват до промените след 1989 г. един от тях е отец Нонов. През 1992 г. е назначен за енорийски свещеник в „Свети Франциск от Асизи“ в село Белозем. След това служи за кратко в капуцинския манастир в Пловдив, преди да се върне за трети път в София, но този път като изповедник.
Умира на 21 февруари 2001 г. в София. Погребан е в католическия парцел на Софийските гробища. Бил е любимец на няколко поколения миряни от София и е почитан като българския Леополд Мандич, апостол на изповедалнята.